# Saint-Prancher
Saint-Prancher is een gemeente in het Franse departement Vosges (regio Grand Est) en telt 74 inwoners (2009). De plaats maakt deel uit van het arrondissement Neufchâteau.

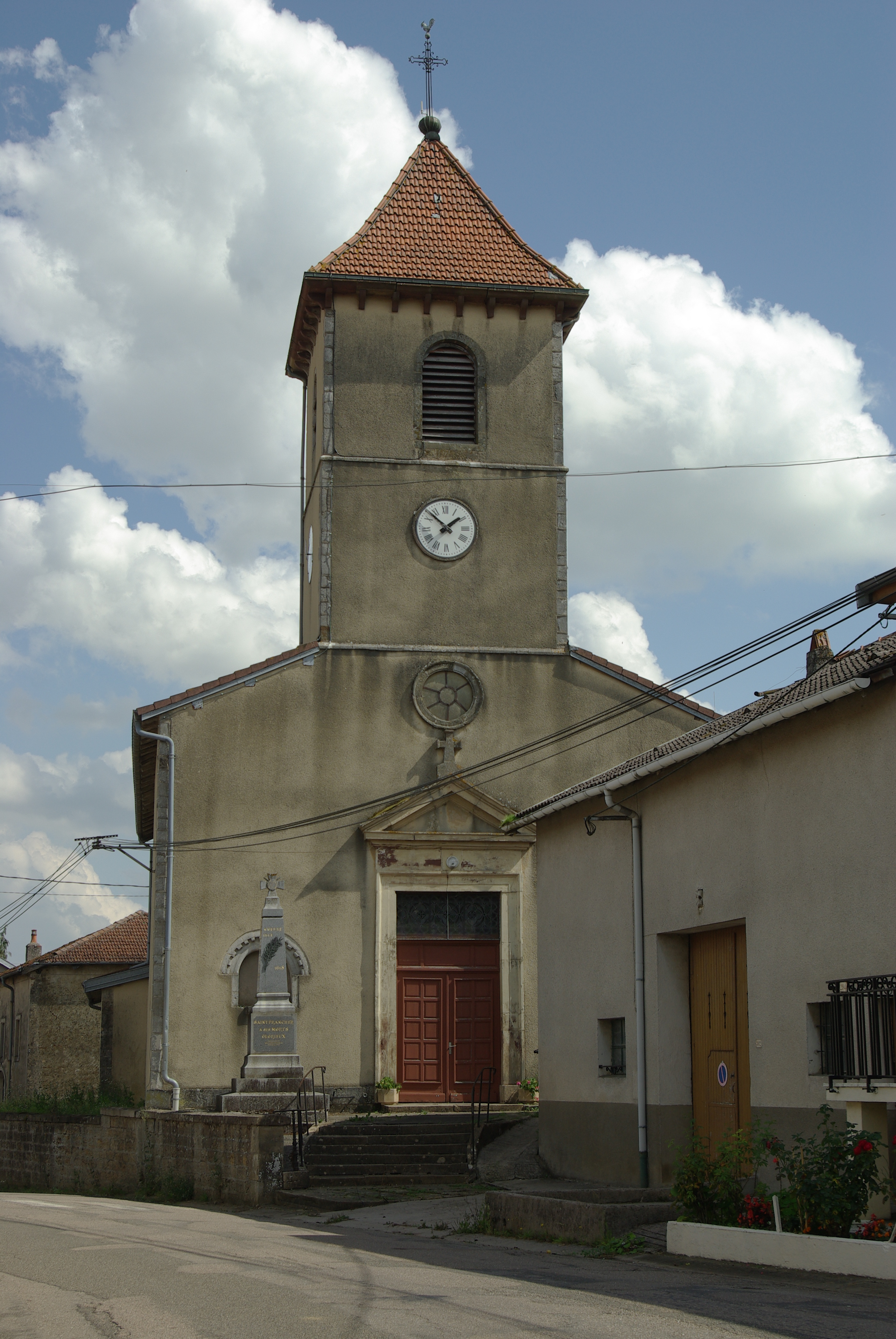
Kerk van Saint-Prancher
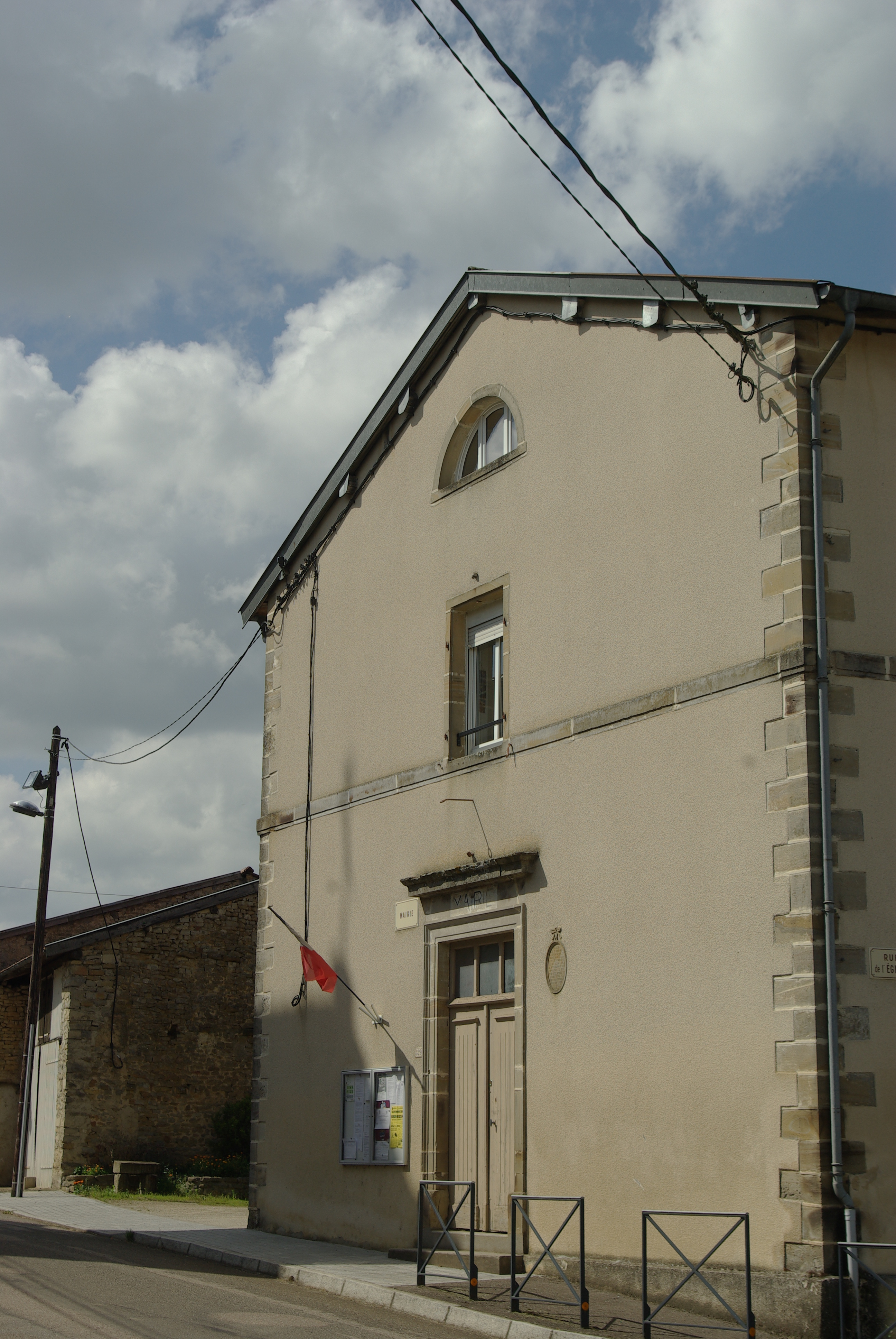
Gemeentehuis

## Geografie
De oppervlakte van Saint-Prancher bedraagt 4,4 km², de bevolkingsdichtheid is dus 16,8 inwoners per km².
De onderstaande kaart toont de ligging van Saint-Prancher met de belangrijkste infrastructuur en aangrenzende gemeenten.

## Demografie
Onderstaande figuur toont het verloop van het inwonertal (bron: INSEE-tellingen).